# MercedesCup 2018
MercedesCup 2018 byl tenisový turnaj pořádaný jako součást mužského okruhu ATP World Tour, který se hrál na otevřených travnatých dvorcích tenisového oddílu Weissenhof v německém Stuttgartu. Konal se mezi 11. až 17. červnem 2018 jako čtyřicátý první ročník turnaje.
Turnaj s rozpočtem 729 340 eur patřil do kategorie ATP World Tour 250. Nejvýše nasazeným hráčem ve dvouhře se stal druhý tenista světa Roger Federer ze Švýcarska. Jako poslední přímý účastník do hlavní singlové soutěže nastoupil bosenský 90. hráč žebříčku Mirza Bašić.
Devadesátý osmý singlový titul na okruhu ATP Tour získal Švýcar Roger Federer, jenž navýšil rekordní zápis osmnácti titulů na trávě. Postupem do finále si zajistil pátý návrat na pozici světové jedničky jako historicky nejstarší muž na této pozici i nejstarší hráč v aktuální první světové stovce.
První společnou trofej ze čtyřhry ATP si odvezla německá dvojice startující na divokou kartu Philipp Petzschner a Tim Pütz, který tak dosáhl premiérového turnajového vítězství.

## Rozdělení bodů a finančních odměn

### Rozdělení bodů
| Soutěž  | vítězové | finalisté | semifinalisté | čtvrtfinalisté | 16 v kole | 32 v kole | Q  | Q2 | Q1 |
| ------- | -------- | --------- | ------------- | -------------- | --------- | --------- | -- | -- | -- |
| dvouhra | 250      | 150       | 90            | 45             | 20        | 0         | 12 | 6  | 0  |
| čtyřhra | 250      | 150       | 90            | 45             | 0         | —         | —  | —  | —  |

### Finanční odměny
| Soutěž                              | vítězové | finalisté | semifinalisté | čtvrtfinalisté | 16 v kole | 32 v kole | Q2     | Q1     |
| dvouhra                             | €117 030 | €61 635   | €33 390       | €19 020        | €11 210   | €6 640    | €2 990 | €1 495 |
| čtyřhra                             | €35 550  | €18 690   | €10 120       | €5 800         | €3 390    | —         | —      | —      |
| částka ve čtyřhře je uvedena na pár |          |           |               |                |           |           |        |        |

## Dvouhra mužů

### Nasazení
| Stát                           | Hráč                  | ATP | Nasazení |
| ------------------------------ | --------------------- | --- | -------- |
| Švýcarsko                      | Roger Federer         | 2.  | 1.       |
| Francie                        | Lucas Pouille         | 16. | 2.       |
| Česko                          | Tomáš Berdych         | 20. | 3.       |
| Austrálie                      | Nick Kyrgios          | 23. | 4.       |
| Německo                        | Philipp Kohlschreiber | 24. | 5.       |
| Kanada                         | Denis Shapovalov      | 25. | 6.       |
| Kanada                         | Milos Raonic          | 28. | 7.       |
| Španělsko                      | Feliciano López       | 33. | 8.       |
| Žebříček ATP k 28. květnu 2018 |                       |     |          |

### Jiné formy účasti
Následující hráči obdrželi divokou kartu do hlavní soutěže:
- Tomáš Berdych
- Yannick Maden
- Rudolf Molleker

Následující hráči postoupili z kvalifikace:
- Prajnesh Gunneswaran
- Denis Kudla
- Matteo Viola
- Michail Južnyj

TNásledujíc hráč postoupil z kvalifikace jako tzv. šťastný poražený:
- Viktor Galović

### Odhlášení
před zahájením turnaje
- Marco Cecchinato → nahradil jej  Denis Istomin
- Peter Gojowczyk → nahradil jej  Viktor Galović
- Čong Hjon → nahradil jej  Maximilian Marterer
- David Ferrer → nahradil jej  Mirza Bašić
- Gaël Monfils → nahradil jej  Florian Mayer

### Skrečování
- Viktor Troicki[1]

## Mužská čtyřhra

### Nasazení
| Stát                                                                                    | Hráč              | Stát       | Hráč               | ATP | Nasazení |
| --------------------------------------------------------------------------------------- | ----------------- | ---------- | ------------------ | --- | -------- |
| Pákistán                                                                                | Ajsám Kúreší      | Nizozemsko | Jean-Julien Rojer  | 44. | 1.       |
| Japonsko                                                                                | Ben McLachlan     | Německo    | Jan-Lennard Struff | 60. | 2.       |
| Bělorusko                                                                               | Max Mirnyj        | Rakousko   | Philipp Oswald     | 83. | 3.       |
| Brazílie                                                                                | Marcelo Demoliner | Španělsko  | Feliciano López    | 86. | 4.       |
| Žebříček ATP k 28. květnu 2018; číslo je součtem žebříčkového postavení obou členů páru |                   |            |                    |     |          |

### Jiné formy účasti
Následující páry obdržely divokou kartu do hlavní soutěže:
- Matthias Bachinger /  Yannick Maden
- Philipp Petzschner /  Tim Pütz

## Přehled finále

### Mužská dvouhra
- Roger Federer vs.  Milos Raonic, 6–4, 7–6(7–3)

### Mužská čtyřhra
- Philipp Petzschner /  Tim Pütz vs.  Robert Lindstedt /  Marcin Matkowski, 7–6(7–5), 6–3